# Лидия Кутева
Лидия Кутева е българска пианистка и клавирен педагог. Тя е една от личностите с най-голям принос към изграждането на съвременната българска клавирна педагогическа школа.
Съвместно с проф. Милена Куртева е автор на „Начална школа по пиано“, автор е и на редица други детски и юношески клавирни сборници.
Работи дълги години в Никозия, Кипър.